# Vladislav Metodiev
Vladislav Metodiev (né le 14 avril 1980 à Kyoustendil) est un lutteur bulgare.

## Palmarès

### Jeux olympiques
- participation aux Jeux olympiques d'été de 2004 à Athènes

### Championnats d'Europe
- Médaille d'argent en catégorie des moins de 96 kg en 2013 à Tbilissi